# 리투아니아 사회민주당
리투아니아 사회민주당(리투아니아 社會民主黨, 리투아니아어: Lietuvos socialdemokratų partija, LSDP)은 리투아니아의 사회민주주의 정당으로, 1896년에 설립되었다. 현재 지도자는 긴타우타스 팔루츠카스이다.